# Parchliny
Parchliny – dawna wieś (obecnie teren odkrywki Szczerców KWB Bełchatów) w Polsce położona była w województwie łódzkim, w powiecie bełchatowskim, w gminie Szczerców.
Parchliny istniały przed 1649, w roku tym są wymienione w akcie erekcyjnym parafii Chabielice. W 1827 we wsi było 8 domów i 50 mieszkańców a pod koniec XIX wieku 16 zagród i około 100 mieszkańców. Osada należała do gminy i parafii Chabielice w powiecie piotrkowskim.
Wieś położona była przy dużym kompleksie leśnym, na południowym krańcu powiatu bełchatowskiego. W pobliżu znajdowało się  Uroczysko Parchliny – las grądowy ze stanowiskiem gniazdowym bociana czarnego.
Do uroczyska przylegał 50-hektarowy Wolski Staw‚ niegdyś zabagniony akwen leśny, który w okresie międzywojennym Ludwik Pleszczyński
(agronom, właściciel dóbr Wola Wydrzyna) zamienił w jezioro użytkowe i zaprowadził hodowlę ryb. W PRL staw był częścią państwowego gospodarstwa rybackiego w Klukach.
W latach 1975–1998 miejscowość administracyjnie należała do województwa piotrkowskiego.
W latach sześćdziesiątych XX w. odkryto w tym rejonie złoża węgla brunatnego. Prace związane z uruchomieniem kopalni były kilkakrotnie wstrzymywane w latach 1979-1991.
Ostatecznie odkrywka Szczerców ruszyła 21 października 2002. Mieszkańców wsi wysiedlono, wykupując przedtem ich gospodarstwa. Parchliny przestały istnieć. Na terenach, które zajmowała wieś znajduje się wkop odkrywki Szczerców, część kopalni Bełchatów.